# Hipoteza (element normy prawnej)
Hipoteza - element normy prawnej, który określa to, do kogo norma ta jest skierowana (kto jest jej adresatem), i który podaje okoliczności (warunki), w jakich ten ktoś musi się znaleźć, by norma ta miała w stosunku do niego swoje zastosowanie. 
Określenie adresata normy prawnej można nazywać elementem podmiotowym hipotezy, a podanie okoliczności (warunków), w jakich ten adresat ma się znajdować, by norma miała wobec niego zastosowanie, elementem przedmiotowym hipotezy. 
O samej hipotezie mówi się, że wyznacza ona zakres stosowania (zastosowania) normy prawnej.
Okoliczności, w jakich musi się znaleźć adresat danej normy prawnej, aby ta miała w stosunku do niego zastosowanie, można uznawać za okoliczności aktualizujące (uaktualniające) normę prawną.